# Mõrdu
Koordinaten: 58° 51′ N, 23° 55′ O
Mõrdu (deutsch Mördo) ist ein Dorf (estnisch küla) in der Landgemeinde Lääne-Nigula (bis 2017: Landgemeinde Kullamaa) im Kreis Lääne in Estland.

## Einwohnerschaft und Lage
Der Ort hat vierzehn Einwohner (Stand 31. Dezember 2011). Es liegt 23 Kilometer südöstlich der Landkreishauptstadt Haapsalu.
Das Dorf wurde erstmals 1525 unter dem Namen Moerde urkundlich erwähnt.